# 重庆农村商业银行
重庆农村商业银行（港交所：3618、上交所：601077）是一家总部在重庆的金融公司。

## 历史

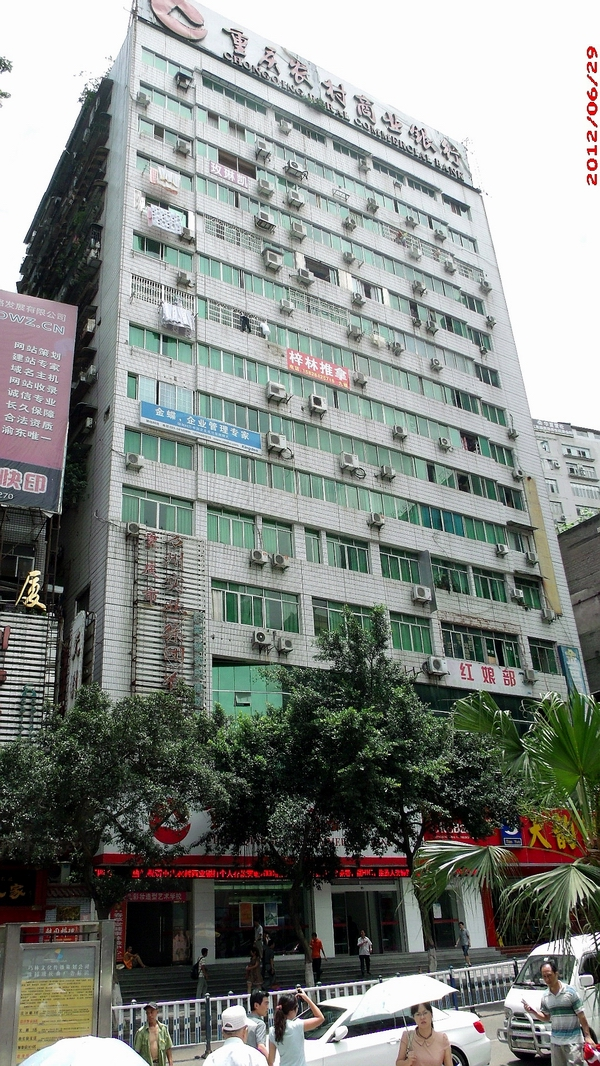
万州分行大楼

前身為重慶市農村信用社，於2008年6月改制成股份制商業銀行，成為全國第三家、西部首家省級農村商業銀行。
重庆农村商业银行為中國第三大農村商業銀行，並在2010年12月在香港進行公開招股，招股價為4.5至6港元，最多集資131.13億港元。重庆农村商业银行最終招股價訂為5.25港元，並在12月16日在香港交易所上市。